# Akio Sugino
Pour les articles homonymes, voir Sugino.
Akio Sugino (杉野 昭夫, Sugino Akio), né le 19 septembre 1944 est un chara-designer et animateur japonais.

## Biographie
Akio Sugino est né le 19 septembre 1944 à Sapporo au nord du Japon mais grandit dans la petite ville voisine de Kitami. À partir du lycée, il se destine au métier de Gekigaka et dessine même quelques mangas amateur qu'il fait louer dans des  magasins spécialisés. En 1964, il entre au studio Mushi Production du célèbre Osamu Tezuka en tant qu'animateur. En 1966, il monte en grade et devient directeur de l'animation sur l'épisode 10 de la deuxième saison du Roi Léo. La même année, il devient indépendant et fonde l'association d'animateur Studio Jaguard avec d'autres artistes comme Shingo Araki et Osamu Dezaki. Sugino participe avec eux à la série à succès Ashita no Joe avec Dezaki à la réalisation, Araki et lui-même à la direction de l'animation.
Face aux difficultés financières de Mushi Pro, Dezaki part fonder avec d'autres animateurs le studio Madhouse tandis ce que Sugino se rapproche de Tokyo Movie. Il collabore de nouveau avec Dezaki sur Jeu, set et match ! (1973-1974) avec là encore Dezaki à la réalisation et Sugino à la direction de l'animation. En 1975, il occupe pour la première fois le poste de Chara-designer sur la série La Tulipe noire réalisé par Yoshiyuki Tomino avec qui il avait déjà travaillé sur Ashita no Joe. À la fin des années 1970, il va de nouveau s'associer avec Dezaki et participer à de nombreuses série à succès comme Rémi sans famille (1977-1978) et L'Île au trésor (1978-1979). Après avoir travaillé sur Ashita no Joe 2 pour la TMS, Sugino part fondé avec Dezaki, qui vient de quitter Madhouse, le studio Annapuru.

## Travaux
- 1964-1966 : Astro boy (série télévisée) - Animation
- 1965-1966 : Le Roi Léo (série télévisée) - Animation
- 1966-1967 : Le Roi Léo S2 (série télévisée) - Directeur d'animation (ep 10)
- 1968 : Wanpaku Tanteidan (série télévisée) - Directeur d'animation
- 1968-1969 : Sabu et Ichi (série télévisée) - Directeur d'animation
- 1970-1971 : Ashita no Joe (série télévisée) - Directeur d'animation
- 1973-1974 : Jeu, set et match ! (série télévisée) - Directeur d'animation
- 1975 : La Tulipe noire (série télévisée) - Chara-Design.
- 1976-1977 : Gaiking (en) (série télévisée) - Idée originale, conception des personnages, directeur d'animation
- 1976-1979 : Manga Sekai Mukashi Banashi (série télévisée) - Chara-design, directeur d'animation
- 1977 : Jetter Mars (série télévisée) - Chara-design, directeur d'animation
- 1977-1978 : Rémi sans famille (série télévisée) - Chara-design, directeur d'animation
- 1978-1979 : L'Île au trésor (série télévisée) - Chara-design, directeur d'animation
- 1979 : Jeu, set et match ! (film) - Chara-design
- 1979-1980 : Marco Polo no Boken (série télévisée) - Chara-design
- 1980 : Tom Sawyer (série télévisée) - Directeur d'animation
- 1980 : Ashita no Joe (film) - Directeur d'animation
- 1980-1981 : Ashita no Joe 2 (série télévisée) - Chara-design, directeur d'animation
- 1981 : Unico (film) - directeur d'animation
- 1982 :  Ashita no Joe 2 (film) - Chara-design, directeur d'animation
- 1982 : Cobra (film) - Chara-design, directeur d'animation
- 1982-1983 : Cobra (série télévisée) - Chara-design, directeur d'animation
- 1983 : Golgo 13 (film) - directeur de l'animation
- 2014 : La Légende de la forêt - Part 2 - character design / directeur de l'animation